# Côme Zoumara
 (juillet 2017).
Si vous disposez d'ouvrages ou d'articles de référence ou si vous connaissez des sites web de qualité traitant du thème abordé ici, merci de compléter l'article en donnant les références utiles à sa vérifiabilité et en les liant à la section « Notes et références ».
Côme Zoumara (né en 1959), est un homme politique centrafricain. Ministre des Affaires étrangères du 2 septembre 2006 au 28 janvier 2008.
Diplômé de l’IHEDN, de l’École des hautes études internationales et de l’université de Paris-I, cet administrateur civil est de juillet 2003 à septembre 2006, conseiller en défense, désarmement et réinsertion du président François Bozizé. Politiquement indépendant, il est avant tout un fidèle du chef de l’État.